# OVER THE RAINBOW/INSPIRED FROM RED&BLUE
「OVER THE RAINBOW / INSPIRED FROM RED & BLUE」（オーバー・ザ・レインボー／インスパイアド・フロム・レッド・アンド・ブルー）は、globeの27枚目のシングル。2002年4月10日にavex globeから発売された。

## 概要
8枚目のアルバム『Lights2』からの先行シングル。
2曲目「INSPIRED FROM RED & BLUE」は、2002年に東京都美術館で開催された「ポンピドーセンター&シャガール家秘蔵作品 マルク・シャガール展」のイメージソングに起用された。また、日本テレビ系「AX MUSIC-TV」AX POWER PLAYの第2弾に選曲された。

## 収録曲
| 全作詞: 小室哲哉（RAP詞: MARC）、全作曲・編曲: 小室哲哉。 |                                             |                           |            |      |
| #                                                         | タイトル                                    | 作詞                      | 作曲・編曲 | 時間 |
| 1.                                                        | 「OVER THE RAINBOW (Original Mix)」         | MARC ・ KEIKO             | 小室哲哉   | 6:19 |
| 2.                                                        | 「INSPIRED FROM RED & BLUE (Original Mix)」 | 小室哲哉 （RAP詞: MARC ） | 小室哲哉   | 5:33 |
| 3.                                                        | 「OVER THE RAINBOW (Instrumental)」         | 小室哲哉 （RAP詞: MARC ） | 小室哲哉   | 6:19 |
| 4.                                                        | 「INSPIRED FROM RED & BLUE (Instrumental)」 | 小室哲哉 （RAP詞: MARC ） | 小室哲哉   | 5:33 |
| 合計時間:                                                 | 合計時間:                                   | 23:44                     |            |      |

## クレジット
- Produced : 小室哲哉, globe
- Mixed : 小室哲哉
- Mastered : 前田康二
- Art direction & Design : THROUGH.
- Photographer : 内田将二

## 収録アルバム
OVER THE RAINBOW
- Lights2（アルバムバージョン）
- globe decade -single history 1995-2004-
- 15YEARS -BEST HIT SELECTION-（アルバムバージョン）

INSPIRED FROM RED & BLUE
- Lights2
- Ballads & Memories
- globe decade -single history 1995-2004-